# Pariser Hajnt
Pariser Hajnt. La journée Parisien (jiddisch פּאַריזער הײַנט) war eine jiddische Tageszeitung in Paris von 1927 bis 1939.

## Geschichte
Die Zeitschrift wurde wahrscheinlich im Herbst 1927 gegründet. Die Redaktion befand sich in der Rue Faubourg du Temple 105 (10e).  Der Herausgeber war Aron Alperin spätestens seit 1928. Er hatte zuvor für die Zeitung Hajnt in Polen geschrieben.
Der Annoncenteil wurde von der Werbeagentur Publicité Metzl von Vladimir Poliakoff organisiert.
Die Zeitung erschien täglich. Sie war vor allem an ostjüdische Emigranten in Westeuropa gerichtet und war wahrscheinlich die am weitesten verbreitete jiddische Zeitung jener Zeit. Aufsehenerregende Berichte in ihr fanden schnell Verbreitung unter der jüdischen Leserschaft.
1939 wurde das Erscheinen eingestellt.
Exemplare befinden sich in der Wiener Holocaust Library. Die Zeitung ist in hebräischer Schrift geschrieben, deshalb gibt es verschiedene Transliterationen: meist Pariser Hajnt, selten Pariser Haynt oder Pariser Haint. Übersetzt heißt sie Pariser Heute.